# Codice postale
Il codice postale è una serie di lettere o cifre che si aggiunge all'indirizzo indicato sulla missiva al fine di facilitare l'individuazione del luogo di destinazione della corrispondenza.
La Germania fu il primo paese al mondo ad introdurre un sistema di codice postale nel 1941. Il Regno Unito la seguì nel 1959 con la creazione dei postcodes, gli Stati Uniti d'America nel 1963 e l'Italia nel 1967. In Svizzera i numeri postali di avviamento (NPA) furono introdotti il 26 giugno 1964.
Nel febbraio del 2005, 117 dei 190 stati membri dell'Unione postale universale disponevano di tale sistema. Esempi di stati e territori che ancora non sono dotati di un sistema di codici postali sono Hong Kong e Panama.
Nonostante i codici postali siano normalmente assegnati ad aree geografiche o quartieri di grandi città, talvolta succede che, invece, vengano impostati dei codici speciali ad indirizzi singoli, o ad istituzioni con una grande mole di posta, ad esempio ad agenzie governative o grandi compagnie commerciali. Esempio ne è il sistema francese Cedex.